# Супергрупа Кару

Хронологія геологічної історії Землі з наголосом на подіях у Південній Африці. Зелений блок, позначений K, вказує, коли була депонована супергрупа Кару, стосовно Капської супергрупи, C, безпосередньо перед нею. Буква W вказує, коли була закладена Вітватерсранд (гори), набагато далі в минулому.
На графіку також показано період, протягом якого на Землі утворилися смугасті залізнякові формації, що вказує на безкисневу атмосферу.
Земна кора була повністю або частково розплавлена під час Гадейського еону; отже, вік найдавніших гірських порід на землі менш як 4000 мільйонів років.
Одним із перших мікроконтинентів, що утворився, був кратон Каапвааль, що є підвалиною північно-східної частини країни. З точки зору геологічної історії Землі та Південної Африки, збирання та розпад Гондвани є відносно недавніми подіями.

Супергрупа Кару — найпоширеніша стратиграфічна одиниця в Африці на південь від пустелі Калахарі. 
Ератема складається з послідовності одиниць, переважно неморського походження, що відклалися між пізнім карбоном і ранньою юрою, приблизно 120 мільйонів років. 

У південній частині Африки гірські породи супергрупи Кару покривають майже дві третини сучасної поверхні суші: всю територію Лесото, майже всю територію Фрі-Стейт, значні частини провінцій Східнокапська, Північнокапська, Мпумаланга та Квазулу-Натал на півдні Африка. 
Відслонення супергрупи Кару також знайдені в Намібії, Есватіні, Замбії, Зімбабве та Малаві, а також на інших континентах, що були частиною Гондвани. 
Басейни, в яких відбулись відкладення, утворилися під час формування та розпаду Пангеї. 

Типова місцевість супергрупи Кару — Великий Кару в Південній Африці, де відкриті найширші оголення послідовності. 

Його шари, які складаються переважно зі сланців і пісковиків
, 
фіксують майже безперервну послідовність морських льодовикових до наземних відкладень від пізнього карбону до ранньої юри. 
Вони накопичувалися в задуговій крайовій западині, що називають «головним басейном Кару». 

Цей басейн утворився шляхом субдукції та орогенезу вздовж південної межі того, що згодом стало Південною Африкою, на півдні Гондвани. 
.
Його відкладення досягають максимальної сукупної товщини 12 км, а базальтові лави, що лежать вище (Дракенсберзька група), мають товщину щонайменше 1,4 км. 

Скам'янілості містять рослини (як макро-скам'янілості, так і пилок), рідкісних комах і риб, звичайних і різноманітних чотириногих молюсків (переважно рептилії терапсиди, темноспонділові амфібії та у верхніх шарах динозаври) та іхнофосілії. 
Їх біостратиграфія була використана як міжнародний стандарт для глобальної кореляції пермських і юрських неморських шарів. 

## Геологічне походження

### Походження осадження

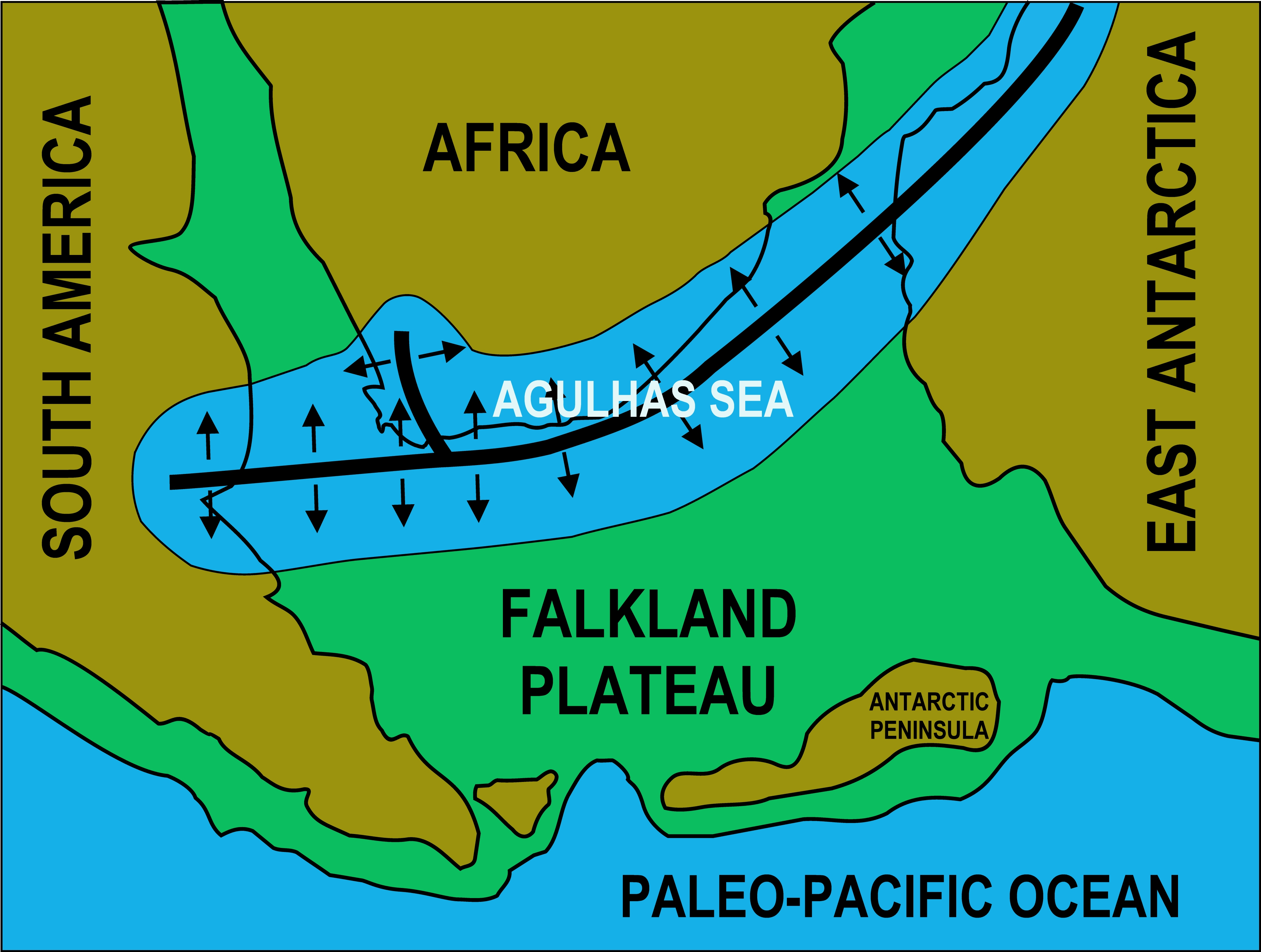
Південна Гондвана в кембрійсько-ордовицький період.
Сучасні континенти, на які цей суперконтинент зрештою розпався, позначені коричневим кольором.
Близько 510 мільйонів років тому утворився рифт, що відокремив Південну Африку від Фолклендського плато.
Затоплення рифту утворило Агульське море. Осади, які накопичувалися в цьому мілкому морі, консолідувалися, утворюючи Капську супергрупу гірських порід, які сьогодні утворюють Капський складчастий пояс.
Ця частина Гондвани, ймовірно, була розташована на протилежному боці Південного полюса від сучасного розташування Африки
але орієнтири компаса, проте, подано так, ніби Африка була у своєму теперішньому положенні

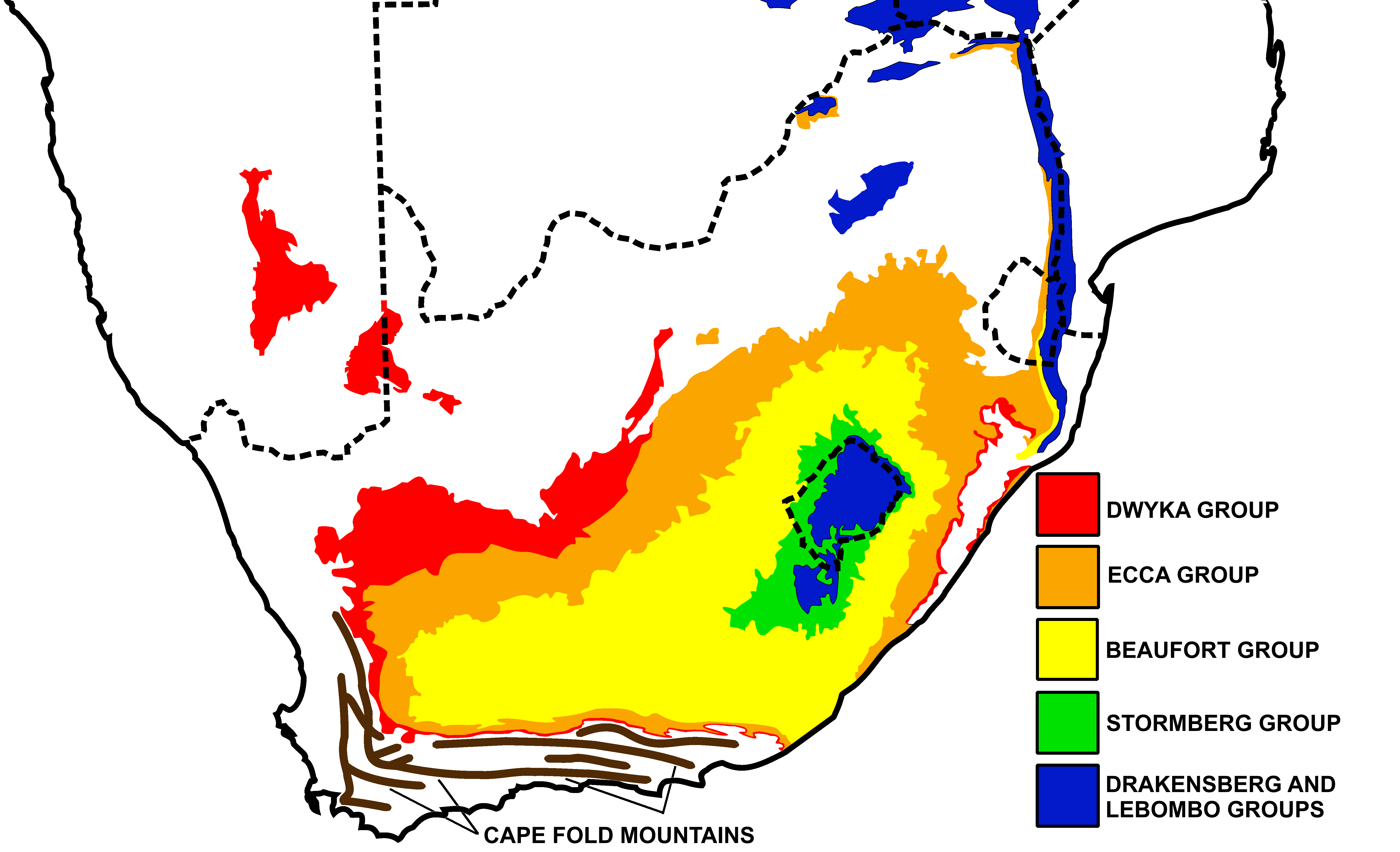
Схематична геологічна карта відслонень порід супергрупи Кару в Південній Африці. Розташування та приблизна структура гір Кейп-Фолд також схематично вказано для довідкових цілей

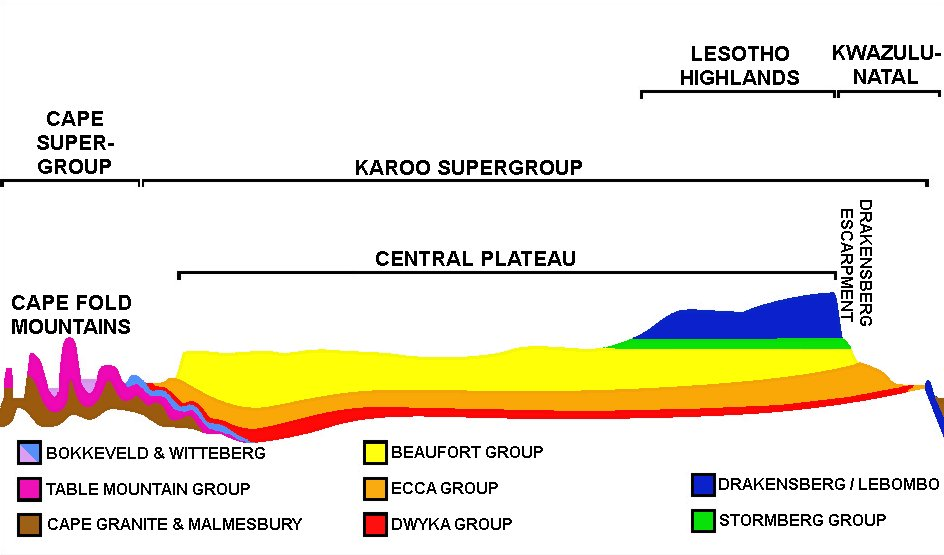
Приблизний SW-NE геологічний розріз Південної Африки з Капським півостровом (зі Столовою горою) ліворуч і північно-східною частиною Квазулу-Натал праворуч.
Схематично і не в масштабі.
Кольоровий код супергрупи Кару такий самий, як на ілюстрації вище.

Приблизно 510 мільйонів років тому рифтова долина розвинулася через Південну Гондвану на південь від Південної Африки, але простягалася на захід до Південної Америки, і на схід до Східної Антарктиди і, можливо, навіть до Австралії. 

 
На дні цієї рифтової долини накопичився шар осадів товщиною 8 км, відомий як Капська супергрупа. 
 
Закриття рифтової долини, що почалося 330 мільйонів років тому, стало результатом розвитку зони субдукції вздовж південної околиці Гондвани та подальшого дрейфу Фолклендського плато назад до Африки під час кам'яновугільного і ранньопермського періодів. 
Після закриття рифтової долини та стиснення Капської супергрупи в серію паралельних складок, що тягнуться переважно зі сходу на захід, продовження субдукції палео-Тихоокеанської плити під Фолклендське плато та в результаті зіткнення останнього з Південною Африкою, підняв гірський масив величезних розмірів на південь від колишньої рифтової долини. 
Складчаста Капська супергрупа утворила північне підніжжя цього гірського масиву.
Вага гір Фолклендсько-Капської супергрупи спричинила прогинання континентальної кори Південної Африки, утворюючи систему передових територій за дугою, що затоплювалася, утворюючи море Кару. 
Седиментація, починаючи з льодовикових відкладень з півночі, але пізніше від Фолклендських гір на південь, у цій западині утворила супергрупу Кару. 

### Група Двіка

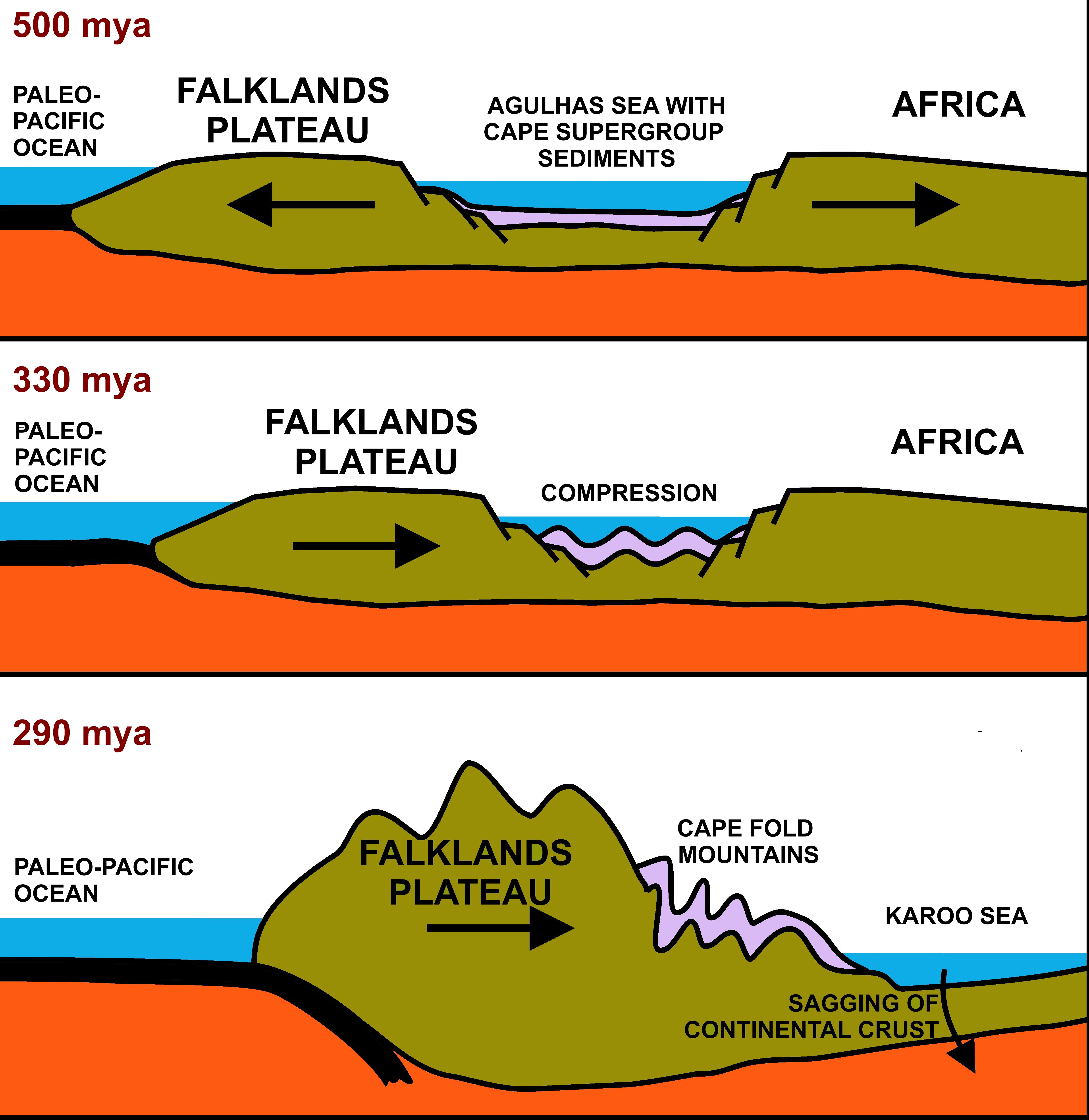
Поперечний розріз Агульського моря з півночі на південь (див. вище). Коричневі структури — континентальні плити, товстий чорний шар ліворуч — палео-тихоокеанська плита, червоний — верхня мантія, а синій позначає затоплені території або океан. Верхня ілюстрація зображує геологію приблизно 510 мільйонів років тому з відкладеннями, які згодом утворять Капську надгрупу, що осідає в Агульському морі. Середня ілюстрація зображує Фолклендське плато, що знову дрейфує на північ, щоб закрити Агульське море, в результаті чого Капська супергрупа розбивається на низку складок, що простягаються переважно зі сходу на захід. Найнижча ілюстрація показує, як субдукція Палео-тихоокеанської океанічної плити під Фолклендським плато під час раннього пермського періоду підняла величезний масив гір. Зрештою вони розмилися в море Кару, утворивши, зокрема, Групу Бофорта Супергрупи Кару.

Приблизно 330 мільйонів років тому Гондвана дрейфувала над Південним полюсом
, 
в результаті чого льодовиковий покрив завтовшки кілька кілометрів вкрив більшу частину Африки та інші частини Гондвани. 

Льодовикові відкладення з цього льодовикового щита були першими з відкладень, які відкладалися на північ від Капських складчастих гір (і частково над цими початковими горами). 
Басейн, у якому осіли ці відкладення, був найглибшим безпосередньо на північ від Капських гір. 
Таким чином, льодовиковий щит плавав на внутрішньому озері, яке називається внутрішнім морем Кару, у якому дрейфували айсберги, що відкололися від льодовиків і льодовиковий покрив на півночі відклав величезну кількість бруду та каміння різного розміру та походження. 
Такі родовища відомі як тиліт. 
 
Далі на північ льодовиковий покрив також осідав, залишаючи відкладення діаміктиту щоразу, коли він частково танув, але, крім того, він розтирав корінні породи, залишаючи після себе смуги (подряпини), які можна побачити поблизу Барклі-Вест у Північному Капському районі, і на території університету Квазулу-Натал . 

Цей шар тиліту, сліди якого можна знайти на великій території Південної Африки, Індії та Південної Америки, надав важливі ранні докази на підтримку Теорії дрейфу континентів. 
У Південній Африці шар відомий як група Двіка. 
Це найдавніші та найнижчі осадові відкладення супергрупи Кару. 

### Група Екка

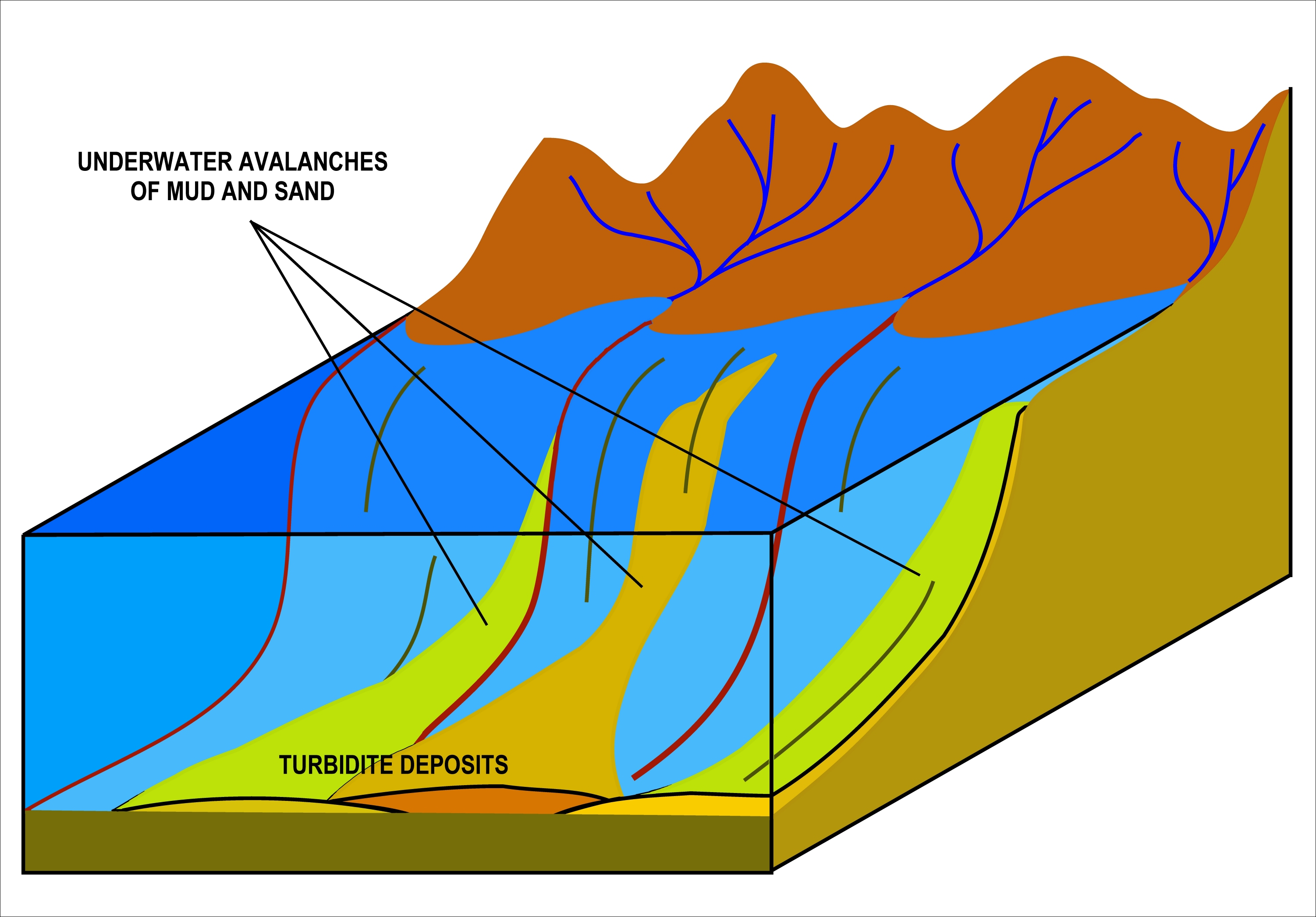
Турбідіти відкладаються у глибокій воді на дні країв континентальних шельфів або подібних структур у глибоких озерах, таких як південно-західне море Кару приблизно 300 мільйонів років тому.
Вони є результатом підводних лавин мулу та піску, що каскадом стікають по крутому схилу краю шельфу.
Коли лавина сідає в глибоководний жолоб, спочатку осідає пісок та інший грубий матеріал, потім мул і, зрештою, найдрібніші частинки.
Органічна речовина, яка зійшла з лавиною, потрапляє в мулистий поток у безкисневому (безкисневому) середовищі, де перетворюється на нафту (нафту та газ).

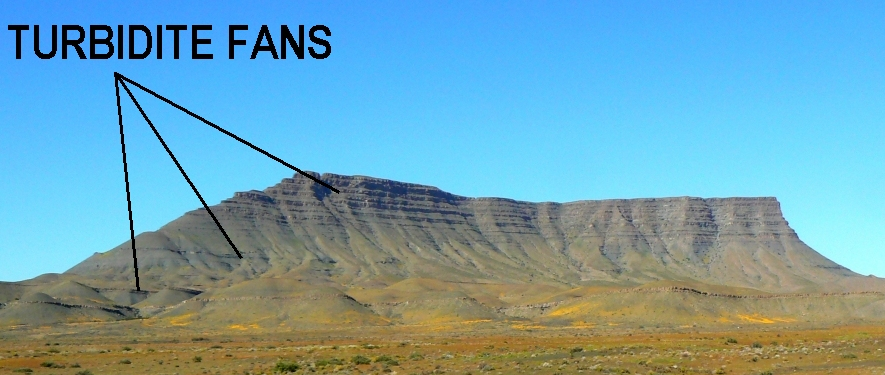
Гора Екка в Танкуа-Кару з кількома турбідітними віялами, що вказує на те, що південно-західна частина моря Кару була дуже глибокою, з крутими схилами, що вели до берегової лінії.
Ймовірно, підводні лавини були спровоковані частими землетрусами, коли на півдні утворювалися Капські гори.
Турбідитні родовища Екка не слід плутати з долеритовими силлами, знайденими далі всередині країни.
Турбідіти можна розпізнати зблизька за тим фактом, що найнижча частина кожного шару, як правило, складається з пісковику, що поступово перетворюється на дрібний алевроліт у верхній частині шару.

Коли Гондвана віддалялася від Південного полюса, льодовики танули, залишаючи величезне внутрішнє море, яке простягалося через Південну Африку та сусідні регіони Гондвани. 
Можливо, воно мало вихід до океану (подібно до Чорного моря), але вплив припливів був незначним. 
Річки, що дренували гори на північ від моря Кару, утворили великі заболочені дельти в яких процвітали рослини, що належать до флори Glossopteris. 
Ця густа рослинність накопичувалася у вигляді торфу, який з часом перетворювався на вугілля. 
Поклади вугілля пов'язані з північними берегами ранньо-пермського моря Кару, а сьогодні його видобувають у Гайвелді та Квазулу-Наталі. 

Ці осадові відкладення називають групою Екка супергрупи Кару. 
Вони складаються в основному зі сланців і пісковиків

і простягаються над усім колишнім морем Кару, але південні відкладення не містять вугілля, навіть попри те, що річки з Капських гір утворили невеликі дельти. 
Хоча рослинність на півдні була не такою густою, як на північних берегах внутрішнього моря, кілька ранніх рептилій, таких як Mesosaurus, зустрічаються в цих відкладеннях Екка. 
Це викопна рептилія, знайдена лише в Південній Африці та Бразилії, що є важливим палеонтологічним доказом існування суперконтиненту Гондвана. 

Північні береги містять переважно викопні рослини, пилок і спори. 
На півночі також знайдені скам'янілості головоногих молюсків і деяких ехіноїдів. 

У період Екка Фолклендське плато зіткнулося, а потім злилося з Південною Африкою, утворивши величезний масив гір на південь від Капського складчастого поясу. 
Це новітнє гірське пасмо за висотою можна порівняти з Гімалаями.

Північні схили цих гір круто уривались у море Кару, яке в цьому місці було найглибшим. 
Таким чином, землетруси, які супроводжували формування Капських гір, спричинили часті підводні зсуви грязі та каменів, утворюючи віялоподібні скупчення турбідитів, що сьогодні можна побачити у південно-західному куті Кару. 

Певний час турбідити вважалися породами, з яких походить нафта, тому що підводні лавини, що спричиняють ці відкладення, часто переносять органічну речовину близько до берегової лінії, особливо біля гирл річок і дельт, у безкисневі глибини сусідніх жолобів. 
Тут він похований у турбідіті та перетворюється на вуглеводні, зокрема нафту та газ. 
Турбідіти Екка у формації Танква та Лаїнсбург.
Таким чином, останнім часом регіони Кару потрапили під пильну увагу нафтової промисловості та геологів, які виявили в них багаті та легкодоступні родовища нафти та газу. 
Таким чином, північно-східний басейн Екка багатий вугіллям, а його південно-західний куточок стає відомим своїми запасами нафти. 

### Група Бофорта

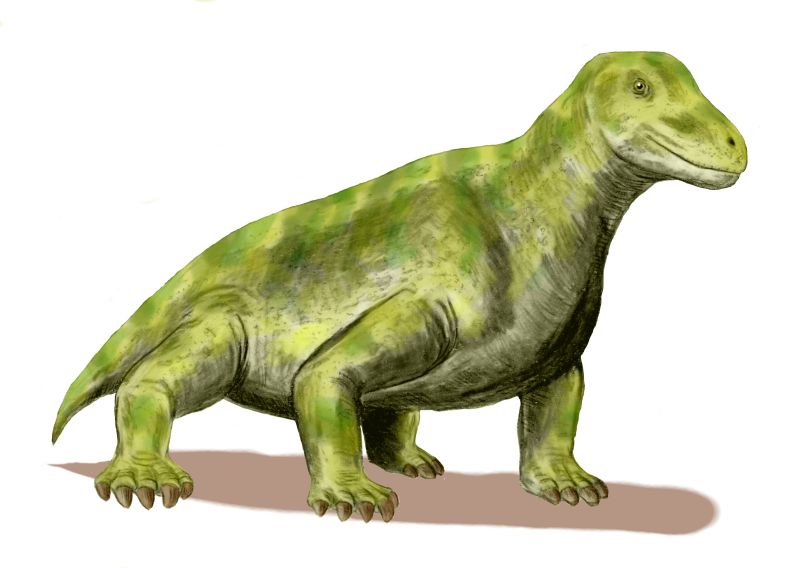
Moschops був терапсидом із Гваделупський період Південної Африки.

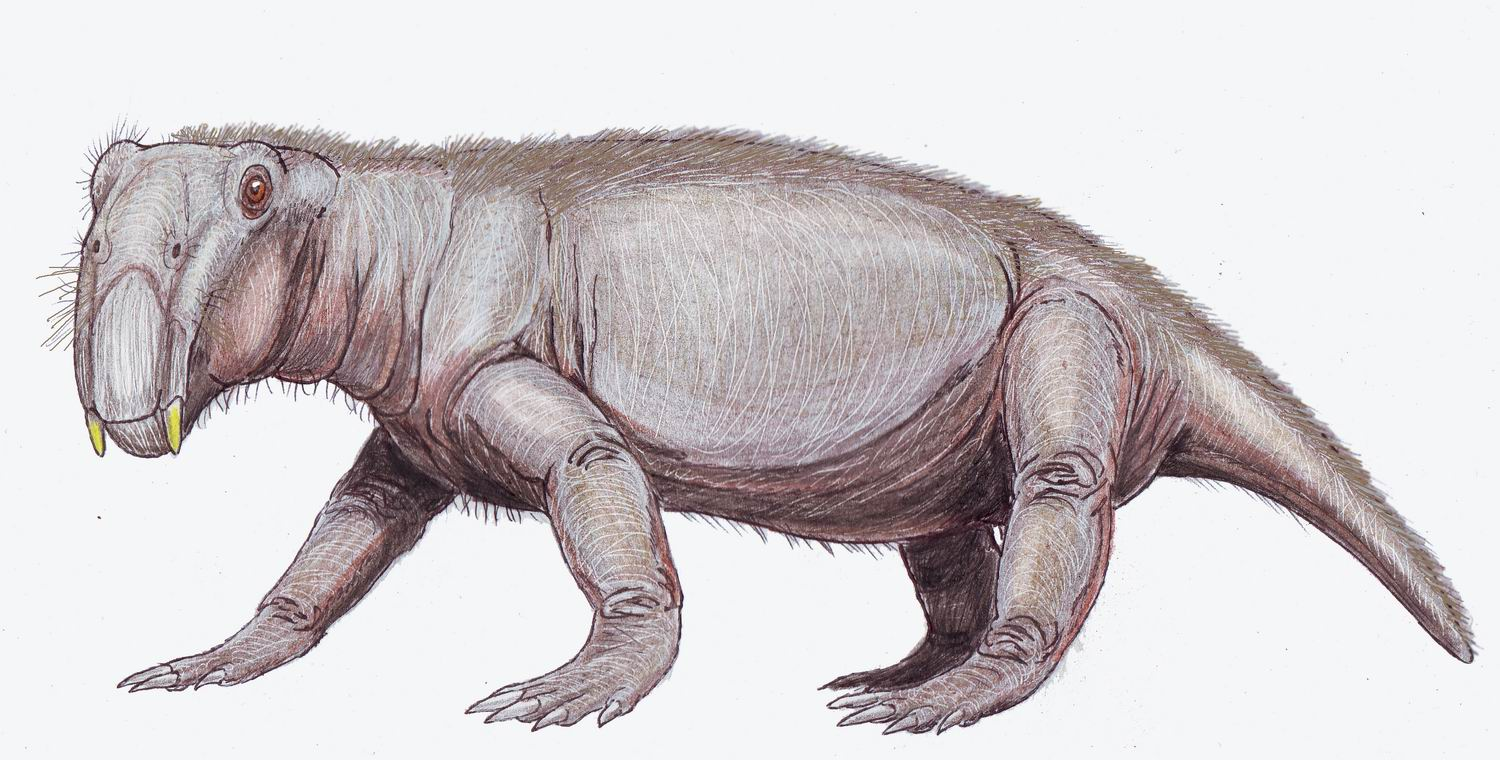
Lystrosaurus був найпоширенішим синапсидом незабаром після пермсько-тріасового вимирання.

З утворенням Фолклендського плато та Капських гір річки з півдня почали домінувати в осадженні в морі Кару, яке почало замулюватися. (Гірська місцевість на північ від моря Кару на той час була зрівняна ерозією та похована під новішими відкладеннями.) 
Кілька річок, схожих на Міссісіпі, протікали через замулену западину Кару з півдня, створюючи багаті нові середовища існування для різноманітності флори та фауни. 
Наземні (на відміну від лакунарних або морських) відкладення, створені цими річками, дали початок групі Бофорта, що складається з одноманітної товщі глинистих сланців і аргілітів з деякими прошарками лінзоподібних пісковиків. 

Група Бофорта багата залишками рептилій і, меншою мірою, земноводних. 
Існує безліч скам'янілостей як травоїдних, так і хижих рептилій. 

Скелі Бофорта всесвітньо відомі своїми багатими рештками терапсид, що відзначають проміжний етап еволюції ссавців від рептилій. 

Найпоширенішими травоїдними тваринами були аномодонти, найпримітивніші форми яких також відомі зі скель Бофорта. 
Диноцефали (жахлива голова) названі так через їхні незвичайні черепи з товстими кістками, що, ймовірно, використовувалися для ударів головою під час територіальних боїв. 
Зі своєю довжиною тіла 3 метри вони були першими великими тваринами, що жили на суші. 

Під час утворення відкладень Бофорта товщиною 6 км масове вимирання наприкінці пермського періоду 251 мільйон років тому знищило близько 96% усіх видів, що жили на той час. 
 
Глобальну подію можна чітко побачити на скелях Бофорта. 
Кілька представників роду Lystrosaurus були єдиними ссавцеподібними рептиліями, що пережили цю подію. 
Відкладення Бофорта, що були закладені після цієї події, як правило, більш грубі, ніж ті, що їм передували, ймовірно, через масове відмирання рослинності, яка захистила поверхню від ерозії. 
Ці ранньотріасові шари, в яких переважає пісковик, відомі як формація Катберг (в межах групи Бофорта), що накопичилася до 1 км товщини. 
З часом відкладення Бофорта знову стали більш дрібнозернистими, що, ймовірно, вказує на відновлення рослинності в Кару, а разом з цим і на появу широкого спектра нових видів, включаючи динозаврів, і справжніх ссавців у пізньому тріасі – на початку юри. 

### Група Штормберг

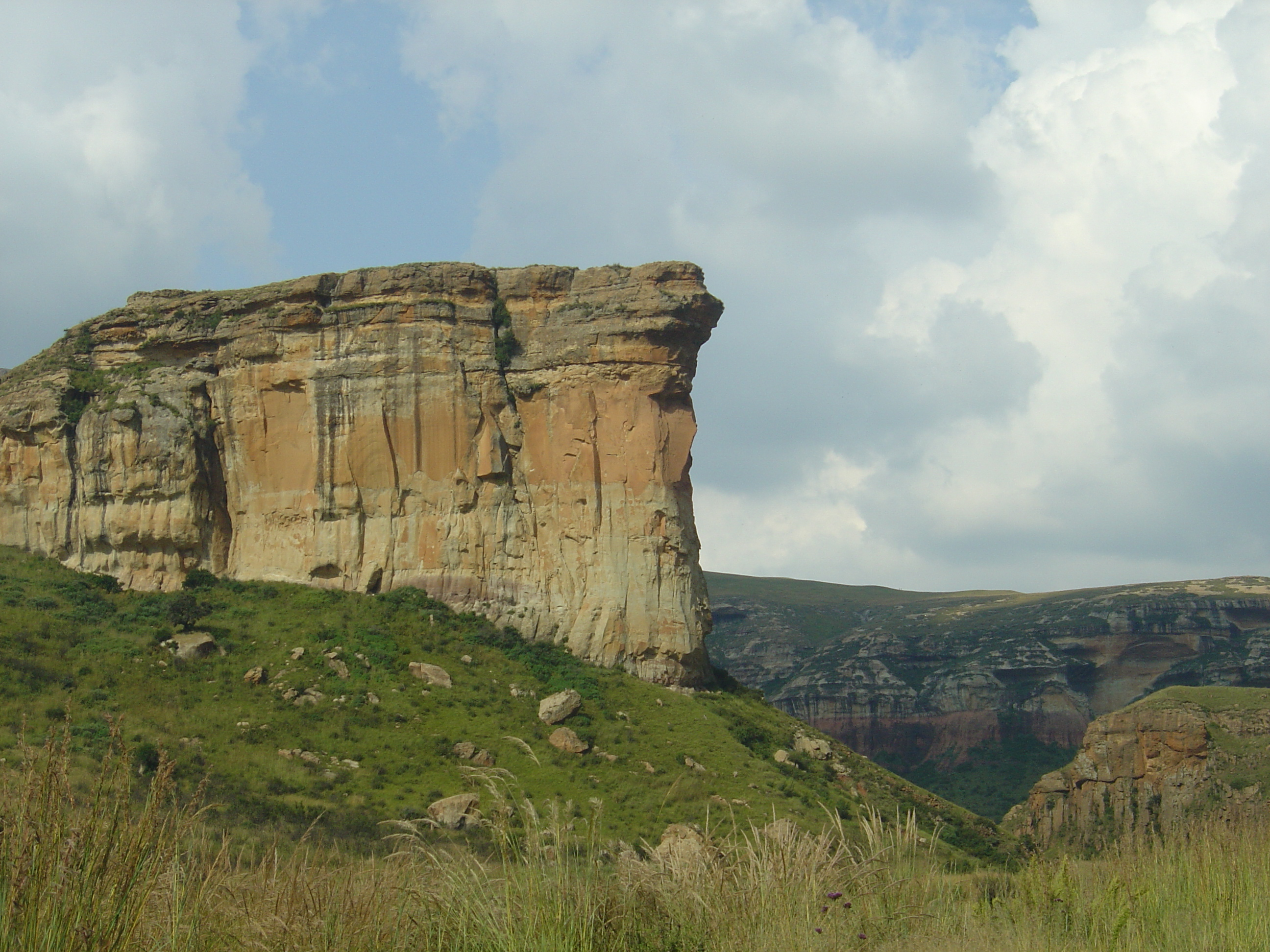
Скеля Брандваг (або Сентінел) у національному парку Ґолден-Ґейт-Гайлендс складається з пісковику, що належить до формації Кларенс Жовтуватий відтінок породи характерний для скель Кларенса.

Коли Гондвана дрейфувала на північ, умови в частині, яка мала стати Південною Африкою, ставали дедалі спекотнішими та посушливішими. 
Переважаючими породами, що утворилися, були пісковики. 
Проте у деяких районах було достатньо води для утворення боліт з подальшим утворенням вугілля, але поганої якості. 

 
Пейзаж, ймовірно, нагадував сучасну пустелю Калахарі з річками, такими як сучасна річка Оранжева або Ніл, що протікали через неї, підтримуючи локалізовані ділянки тріасової флори та фауни. 
Група Штормберг містить найдавніші скам'янілості динозаврів Південної Африки, а також містить викопні рештки Megazostrodon розміром із землерийку, найдавнішого ссавця в Африці. 

У деяких шарах знайдено значну кількість скам’янілостей комах і рослин. 

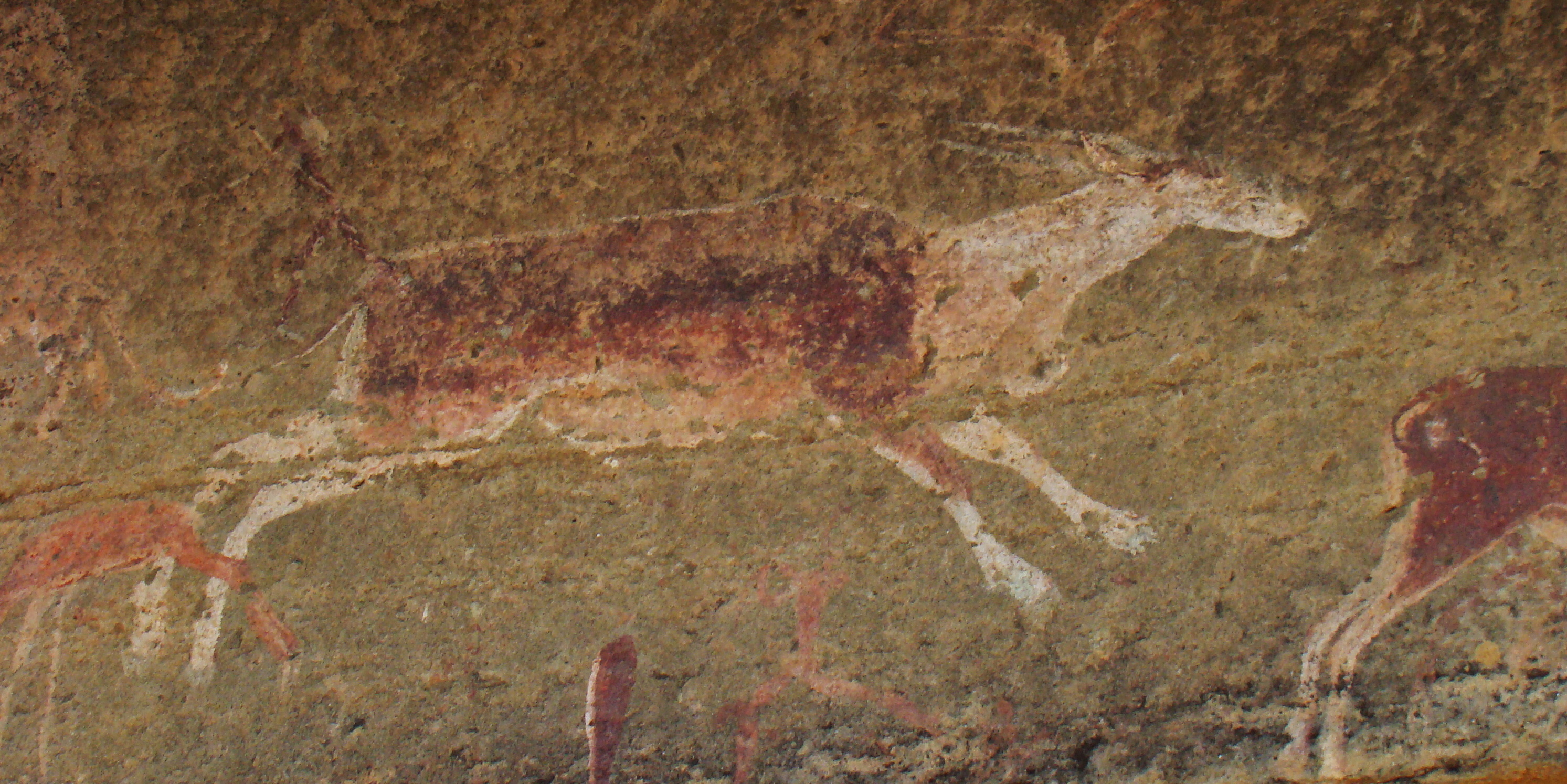
Наскельний малюнок Сан у печері формації Кларенс у Дракенсберзькому парку Ухахламба в Квазулу-Наталі поблизу кордону з Лесото.

Найвищі шари групи Штормберг, ймовірно, були закладені в умовах справжньої піщаної пустелі, подібної до пустелі Наміб у Намібії. 
Ймовірно, вона була такою ж великою, як сьогоднішня пустеля Сахара, простягаючись від Капських гір на багато тисяч кілометрів на північ над значною частиною Гондвани. 

Сьогодні в Лесото та навколо нього можна знайти лише невеликий залишок цього масивного утворення. 
Ця формація раніше була відома як «Печерний пісковик», оскільки розмиті вітром мілкі печери часто розвивалися в скелях, складених із цих порід. Пізніше ці печери були використані народом Сан, який часто прикрашав стіни своїми малюнками. 
 
Сьогодні печерні пісковики називають формацією Кларенс. 
Найстаріші ембріони динозаврів, що будь-коли були виявлені, були знайдені в формації Кларенс в 1978 році. 

Яйця належали до тріасового періоду (220-195 мільйонів років тому) і містили скам'янілі скелети плоду Massospondylus, прозауроподного динозавра. 
Більше прикладів цих яєць було знайдено в національному парку Золоті Ворота Гайлендс, розташованому на скелях формації Кларенс. 
Інші скам’янілості, знайдені в парку, містять розвинених цинодонтів, малих текодонтів, птахоподібних і крокодилоподібних динозаврів. 
.

### Групи Дракенсберг і Лебомбо
Приблизно 182 мільйони років тому Південноафриканська частина Гондвани пройшла над гарячою точкою Буве
, 
спричинивши розрив кори під супергрупою Кару, що вилило величезні об’єми базальтової лави у пустелі Кларенс, покриваючи майже всю Південну Африку. та інші частини Гондвани. 
Купа лави, яка накопичилася протягом кількох вивержень, була товщиною понад 1600 м, особливо на сході (в сучасному Лесото). 
Це масовтий вилив лави призвів до раптового завершення седиментації Кару. 

Назва групи Дракенсберг походить від того факту, що цей шар утворює найвищі 1400 м Великого Скиду

на міжнародному кордоні між Лесото та Квазулу-Натал, який часто називають Дракенсбергом (хоча технічно «Дракенсберг» відноситься до вся 1000-кілометрова східна частина Великого Уступу, лише приблизно третина якого вкрита лавами Драконового берга).

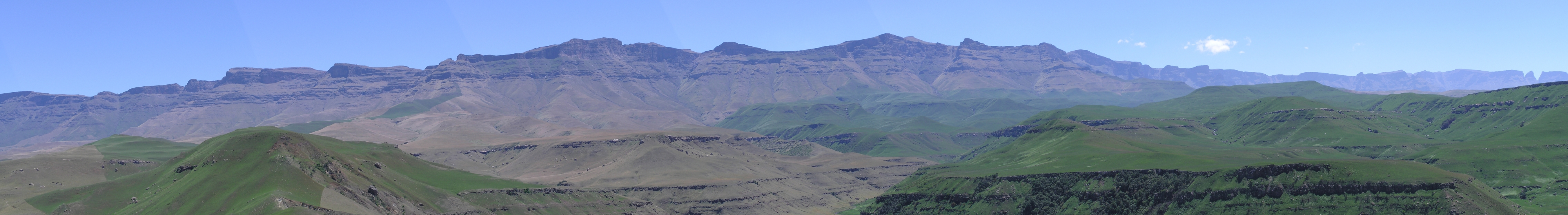
Панорама Драконових гір в районі Джайентс-Касл на кордоні Квазулу-Натал/Лесото. Самий верхній шар цієї частини Великого Скиду утворений Драконовими лавами товщиною 1400 м, які лежать на скелях формації Кларенс.

Магма просочувалася крізь довгі тріщини, але типові вулкани траплялися рідко. 
Кожен поверхневий потік лави мав товщину від 10 до 20 метрів. 
Ці потоки накопичувалися у швидкій послідовності протягом 2 мільйонів років, утворюючи єдиний безперервний шар лави товщиною від 1 до 1,6 км. 
Однак не вся магма досягла поверхні, а видавлювалася під високим тиском між горизонтальними шарами скель Екка і Бофорта. Коли ця магма затверділа, вона утворила численні долеритові сили на різних глибинах у південних і південно-західних відкладеннях Кару. Товщина цих порогів варіюється від кількох сантиметрів до сотень метрів.
Цей вилив лави збігся з підняттям південноафриканської частини Гондвани та утворенням рифтових долин уздовж того, що мало стати морськими медами субконтиненту. 
Коли ці рифтові долини розширювалися, вони затоплювалися, утворюючи протоіндійський і південний Атлантичний океани, коли Гондвана розпадалася на сучасні окремі континенти: Південну Америку, Африку, Антарктиду, Австралію, Індію, Мадагаскар і Аравію. 

У тісному зв’язку з цим рифтингом вздовж кордону з Мозамбіком стався другий епізод виверження базальту, утворивши гори Лубомбо. 
У цей час був бурхливо видавлений шар лави товщиною понад 4800 м. 
У той час як лави Дракенсберга утворюють майже горизонтальні шари, лави Лубомбо занурюються на схід, тому важко оцінити, наскільки лава поширилася вбік. 

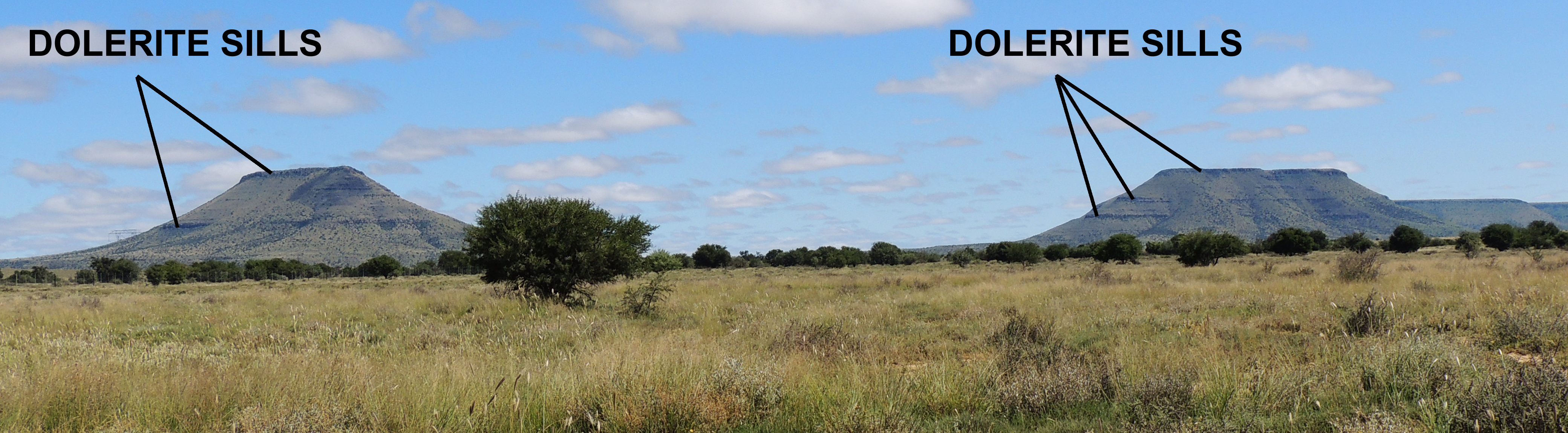
Типовий плоский верх Кару-Коппі у регіоні Крадок, Великий Кару.
Сілли долериту твердіші та стійкіші до ерозії, ніж сланці Бофорта, в які вони зазнали інтрузії, що надає цим пагорбам пласку вершину та східчасті схили

Підняття Південної Африки передвістило фазу масивної ерозії, що знищила шар товщиною в декілька кілометрів з поверхні Африки. 
Майже вся лава Дракенсберга була розмита, залишивши залишки в Лесото, кілька невеликих ділянок на Спрінгбок-Флетс на півночі країни та в горах Лебомбо вздовж кордону з Мозамбіком. 
Після того як шар твердої лави було розмито, м’які відкладення Кару над рештою басейну розмивалися ще швидше. 
Проте долеритові сілли протистояли ерозії, захищаючи м’які сланці Бофорта та Екка під ними. 
Це створило численні та широко поширені пагорби з плоскими вершинами, відомі як Кару-Коппі ("koppie" означає з африкаанс — пагорб), що є символом Кару та, відповідно, південноафриканського ландшафту. 
Дайки або вертикальні тріщини, через які лава вийшла на поверхню, сьогодні виділяються лінійними хребтами , що простягаються через великі ділянки Кару.

### Період після Кару
Тривала ерозія Південної Африки протягом останніх 180 мільйонів років призвела до того, що гірські породи, молодші за Дракенсберг, майже не зустрічаються на більшій частині внутрішньої території. 
Частина ерозійного матеріалу з внутрішніх районів зазнала осадження між горами Капськими горами на півдні під час крейдяного періоду, утворюючи формацію Енон і подібні відкладення поблизу узбережжя Квазулу-Натал, на північ від Ричардс-Бей. 
Окрім цього, у Південній Африці зустрічаються лише дуже незначні ділянки зовсім недавніх, переважно піщаних відкладень.

### Супергрупа Кару в інших країнах Африки
У Замбії, Зімбабве та Мозамбіку супергрупа Кару поділяється на (від найстарішої до наймолодшої):
- Група Нижня Кару[en], що містить формації Двіка, Хванге (Зімбабве) Сіанкондобо (Замбія) і Мадумабіса.[21]
- Група Верхня Кару[en], що містить формацію Ескарпмент-Гріфт[en] (у басейнах Середнього Замбезі та Лімпопо)[22] та формацію Пісковики Ангва[en] (у басейнах Мана та Кабора-Баса),[23] перекриту формацією Пебблі-Аркозе[en] та формацією Форест-Сандстоун[en], покрита базальтами Батока.[24]